# Daddy Sang Bass
Daddy Sang Bass ist ein Countrysong, der von Carl Perkins geschrieben und von Johnny Cash aufgenommen wurde.
Er entstand 1968 für Cashs religiöses Konzeptalbum The Holy Land, das im Februar des folgenden Jahres veröffentlicht wurde. Das Stück erschien im Januar 1969 auch als Single und belegte für sechs Wochen Platz eins der Billboard Country Songs. Die Single hielt sich insgesamt 19 Wochen in den Charts.
Perkins lehnte das Stück musikalisch und textlich an das Traditional Will the Circle Be Unbroken an, das Jahre zuvor von A. P. Carter umgeschrieben und von der Carter Family bekannt gemacht worden war. Der Text handelt von einer Person, die bereits als Kind den Eltern bei schwerer Arbeit helfen musste und der das gemeinsame Singen in der Familie dies leichter machte. Die beteiligten Musiker waren neben Cash (Gesang, Rhythmusgitarre) Luther Perkins (Lead-Gitarre), Marshall Grant (Bass), Carl Perkins (E-Gitarre), W. S. Holland (Schlagzeug) sowie die Carter Family und die Statler Brothers (Hintergrundgesang).